# Hongyi (sockenhuvudort i Kina, Jiangxi Sheng, lat 29,62, long 115,20)
Hongyi är en sockenhuvudort i Kina. Den ligger i provinsen Jiangxi, i den sydöstra delen av landet, omkring 120 kilometer nordväst om provinshuvudstaden Nanchang. Antalet invånare är 15 544. Befolkningen består av 7 419 kvinnor och 8 125 män. Barn under 15 år utgör 21,0 %, vuxna 15-64 år 71 %, och äldre över 65 år 6,0 %.
Runt Hongyi är det ganska tätbefolkat, med 129 invånare per kvadratkilometer. Närmaste större samhälle är Mugang, 12,0 km norr om Hongyi. I omgivningarna runt Hongyi växer i huvudsak blandskog.
Genomsnittlig årsnederbörd är 2 084 millimeter. Den regnigaste månaden är maj, med i genomsnitt 332 mm nederbörd, och den torraste är januari, med 56 mm nederbörd.